# Porto Príncipe (arrondissement)
Porto Princípe (em crioulo, Pòtoprens), é um arrondissement do Haiti, situado no departamento do Oeste. De acordo com o censo de 2003, Porto Princípe tem uma população total de 2 109 516  habitantes.

## Comunas
O arrondissement de Porto Princípe é composto por oito comunas.
- Carrefour
- Delmas
- Gressier
- Kenscoff
- Pétionville
- Tabarre
- Cité Soleil
- Port-au-Prince